# Košarkaški savez Herceg-Bosne
Košarkaški savez Herceg-Bosne je košarkaška organizacija s područja Herceg-Bosne, Federacija BiH, BiH.
Športska je organizacija u koju se udružuju košarkaški klubovi, općinski gradski košarkaški savezi, košarkaški savezi županija, udruženje košarkaških trenera i udruženje košarkaških sudaca. Sve udružene organizacije udružuju se u ovaj Savez radi usklađivanja posebnih i zajedničkih interesa planiranja i organiziranja razvitka i unaprijeđenja košarkaškog športa, obavljanja djelatnosti i sprovođenja košarkaškog programa.
Djeluje na području Federacije BiH. Sjedište je u Mostaru, Hrvatskih velikana bb.
Savez predstavljaju predsjednik, dopredsjednik i glavni tajnik.
Godine 2015. za predsjednika je izabran Dalibor Miloš iz HKK Zrinjski, a dopredsjednika Romeo Bilinovac iz Košarkaške akademije Herceg-Bosne i novi upravni odbor.